# Mont Élie (Iran)
Pour les articles homonymes, voir Mont Élie.
Le mont Élie (en persan Khizr : خضر ; en arabe Khidr, الخضر ; en turc : hizir) se situe à six kilomètres au sud de la ville de Qom. Il y a trois cents ans, au sommet de cette montagne se trouvait une grotte qui est aujourd'hui devenue une mosquée car le prophète Élie se rendit à cet endroit. Les Iraniens disent aussi que ce lieu était fréquenté par les cultes mystiques des derviches. La municipalité de Qom a construit une route pour l'accessibilité des pèlerins jusqu'à la mosquée de Jamkaran. Le mont Élie est aussi un lieu de loisirs pour la commune. Les jours fériés, un grand nombre de personnes escaladent le mont. Plusieurs martyrs de la guerre Iran-Irak sont enterrés dans ce lieu sacré.